# 比尔·奥顿
比尔·奥顿（英語：Bill Oughton，1962年4月25日—），新西兰男子轮椅橄榄球运动员。他曾代表新西兰参加2000年和2004年夏季残疾人奥林匹克运动会轮椅橄榄球比赛，获得一枚金牌和一枚铜牌。